# Vilim Bijelih Ruku
Vilim Bijelih Ruku (francuski: Guillaume aux Blanches Mains; 1135. — 1202.) bio je francuski kardinal.
Vilim, rođen u Brosseu, Île-de-France bio je sin grofa Teobalda II. Šampanjskog i Matilde Koruške.
Katoličke titule kardinala Vilima:
- biskup Chartresa
- nadbiskup Sensa
- nadbiskup Reimsa

Preko svoje sestre Adele, Vilim je bio ujak kralja Filipa II.